# Hemerobius nigrans
Hemerobius nigrans is een insect uit de familie van de bruine gaasvliegen (Hemerobiidae), die tot de orde netvleugeligen (Neuroptera) behoort. 
Hemerobius nigrans is voor het eerst wetenschappelijk beschreven door Carpenter in 1940.